# Tatort: Aus dem Dunkel
Aus dem Dunkel ist ein Fernsehfilm aus der Krimireihe Tatort. Der vom SWR produzierte Beitrag ist die 1245. Tatort-Episode und wurde am 8. Oktober 2023 im SRF, im ORF und im Ersten ausgestrahlt. Die Mainzer Ermittlerin Ellen Berlinger ermittelt in ihrem fünften und letzten Fall.

## Handlung
Amira Hassan stürzt vom Balkon ihrer Wohnung. Kriminalhauptkommissarin Ellen Berlinger fährt mit Kommissar Lukas Wagner zum Tatort. Wagner springt für Kommissar Martin Rascher ein, der aus dem Urlaub nicht mehr zurückkehren will.
Berlinger schließt auf Selbstmord. Polizeihauptkommissar Thomas Engels, der die Kripo gerufen hat, sieht dagegen einen Zusammenhang mit dem Mord an seiner Kollegin Sonja Römer, die vor zwei Jahren von einem Stalker verfolgt und schließlich erstochen wurde. Der Zusammenhang erhärtet sich, als sich mit Julia Ritter, die ein Catering-Unternehmen betreibt, ein drittes Stalking-Opfer meldet und auch Berlinger in das Visier des Stalkers gerät. Engels vermutet, dass sein Chef, Polizeihauptkommissar Niklas Zerrer, der Stalker ist, weil er Römer, Hassan und Ritter belästigt hatte.
Der IT-Experte der Polizeidienststelle Daniel König gerät unter Verdacht, kann aber zunächst nicht überführt werden.  König gelingt es, Julia Ritter zu entführen, Als er versucht, sie zum Sprung von der Brücke zu zwingen, können die Polizisten ihn daran hindern und verhaften.

## Hintergrund
Der Film wurde vom 31. Oktober 2022 bis zum 30. November 2022 an 22 Drehtagen in Mainz und Wiesbaden gedreht. Die Premiere erfolgte am 30. Juni 2023 in Ingelheim am Rhein auf dem Sommerfestival des SWR.

## Rezeption

### Kritiken
Doppelte Böden, starke Wendungen, gebrochene Charaktere: Mit dem raffinierten Stalker-Thriller wird Heike Makatsch allem Chaos zum Trotz eine würdevolle Abschiedsvorstellung bereitet. Der Spiegel, Christian Buß
Ellen Berlinger geht nach diesem Psychogramm, wie sie gekommen ist. Ohne großen Knall. Aber durchweg mit starkem Spiel. Man hätte sie gerne etwas näher kennengelernt.Süddeutsche Zeitung, Claudia Fromme
Neben dem Drehbuch beeindruckt der Film vor allem durch die vorzügliche Bildgestaltung: Regisseur Jochen Alexander Freydank und Kameramann Namche Okon haben die perfekte Atmosphäre für die finstere Handlung geschaffen. evangelisch.de, Tilmann P. Gangloff
Berlingers Abgang ist stilistisch fein inszeniert, nur das Drehbuch hält nicht ganz mit. Tages-Anzeiger, Moritz Marthaler
Jürgen Werner (Buch) und Jochen Alexander Freydank (Regie) ist mit „Aus dem Dunkel“ ein düsterer und verstörender Krimi gelungen. Rheinische Post, Christian Sieben

### Einschaltquoten
Die Erstausstrahlung von Aus dem Dunkel am 8. Oktober 2023 wurde in Deutschland von 7,45 Millionen Zuschauern gesehen und erreichte einen Marktanteil von 26,9 % für Das Erste.